# Emmanuel Nworie
Emmanuel Chinonso Nworie (ur. 1 października 1997) – nigeryjski zapaśnik walczący w stylu klasycznym. Triumfator igrzysk afrykańskich w 2015, trzeci w 2023 i czwarty w 2019. Złoty medalista mistrzostw Afryki w 2018 i brązowy w 2015 i 2019 roki.